# Гигант (футбольный клуб, Воскресенск)
«Гига́нт» — российский футбольный клуб из Воскресенска. В первенствах России (среди команд мастеров; нелюбители) участвовал в 1993 и 1994 годах, в 1993 — под названием «Виктор-Гигант». Создатель команды — Виктор Дрожжин, президент фирмы «Виктор», также являвшийся вице-президентом коломенского футбольного клуба «Виктор-Авангард», фирма также спонсировала хоккейный «Химик» и футбольный «Локомотив». Наивысшее достижение — 8-е место в 4-й зоне Второй лиги в 1993 году. В 1997 году стал чемпионом России среди любительских команд (КФК — коллективов физкультуры).
В феврале 1998 года вместе с футбольным клубом «Рода» объединился и вошёл в состав ФК «Коломна».

## Результаты выступлений
| Год  | Лига                  | Лига                          | Лига                  | Место    | И  | В  | Н | П  | Мячи   | Очки | Примечание                                                       |
| ---- | --------------------- | ----------------------------- | --------------------- | -------- | -- | -- | - | -- | ------ | ---- | ---------------------------------------------------------------- |
| 1993 | Вторая лига, 4-я зона | Вторая лига, 4-я зона         | Вторая лига, 4-я зона | 8 из 22  | 42 | 21 | 9 | 12 | 78–49  | 51   | Реорганизация системы лиг. Переход в Третью лигу                 |
| 1994 | Третья лига, 3-я зона | Третья лига, 3-я зона         | Третья лига, 3-я зона | 20 из 24 | 46 | 12 | 5 | 29 | 53–130 | 29   | 1/256 финала Кубка России — 0:3, д.в. (г) от «Сатурна» Раменское |
|      |                       |                               |                       |          |    |    |   |    |        |      |                                                                  |
| 1997 | КФК (4-я лига)        | МРО Центр, зона «Подмосковье» | группа Б              | 1 из 11  | 20 | 20 | 0 | 0  | 77–6   | 60   |                                                                  |
| 1997 | КФК (4-я лига)        | МРО Центр, зона «Подмосковье» | финал                 | 1 из 2   | 2  | 2  | 0 | 0  | 6–0    |      | матчи против поб. группы А                                       |
| 1997 | КФК (4-я лига)        | финальный турнир              | группа Б              | 1 из 5   | 4  | 4  | 0 | 0  | 12-1   | 12   |                                                                  |
| 1997 | КФК (4-я лига)        | финальный турнир              | финал                 | 1 из 2   | 1  | 1  | 0 | 0  | 1–0    |      | «Спартак-Телеком» Шуя — 1:0                                      |

Клуб основан в 1993 году, при этом в 1992 году команда «Гигант» (Воскресенск) участвовала в турнирах Всероссийской ассоциации футбола: в чемпионате заняла 5-е место из 11 команд (20 игр: +8=5-7, 35-34), а также победила в Кубке (в решающей стадии обыграв победителя чемпионата — «Прогресс» из Зеленодольска — 1:2, 3:0) и Суперкубке ВАФ (повержен «Прогресс» — 4:2 в дополнительное время, в основное время — 2:2).